# Teatro nazionale dell'opera e del balletto di Minsk
Il Grande Teatro Accademico Nazionale dell'Opera e del Balletto della Repubblica di Bielorussia (in bielorusso Нацыянальны акадэмічны Вялікі тэатр оперы і балета?) si trova in un parco nel quartiere della Trinità a Minsk, in Bielorussia. Localmente è noto come "Opierny Teatr" o "Teatro dell'Opera e del Balletto". Sebbene il teatro fosse stato inaugurato il 15 maggio 1933, all'inizio non disponeva di una propria sede per le rappresentazioni. Fino al 1938, la troupe si esibiva nell'edificio del Teatro Drammatico Bielorusso.